# Championnats du monde de cyclisme sur route 1946
Navigation
Valkenburg 1938 Reims 1947
Les championnats du monde de cyclisme sur route 1946 ont eu lieu le 1er septembre 1946 à Zurich en Suisse.

## Résultats
| Épreuves :                          | Or                 | Or              | Argent                | Argent | Bronze                       | Bronze |
| Professionnels                      |                    |                 |                       |        |                              |        |
| Hommes - course en ligne            | Hans Knecht Suisse | 7 h 24 min 28 s | Marcel Kint Belgique  | + 10 s | Rik Van Steenbergen Belgique | + 59 s |
| Amateurs                            |                    |                 |                       |        |                              |        |
| Hommes - amateurs - course en ligne | Henri Aubry France | -               | Ernst Stettler Suisse | -      | Henri Van Kerckhove Belgique | -      |

## Tableau des médailles
| Rang  | Nation   | Or | Argent | Bronze | Total |
| ----- | -------- | -- | ------ | ------ | ----- |
| 1     | Suisse   | 1  | 1      | 0      | 2     |
| 2     | France   | 1  | 0      | 0      | 1     |
| 3     | Belgique | 0  | 1      | 2      | 3     |
| Total | Total    | 2  | 2      | 2      | 6     |